# 穆罕默德纳扎尔·加普罗夫
穆罕默德纳扎尔·加普罗维奇·加普罗夫（俄语：Мухамедназар Гапурович Гапуров；1922年2月15日—1999年7月13日），土库曼人，苏联党和国家领导人。曾担任土库曼苏维埃社会主义共和国部长会议主主席，土共中央第一书记等职。

## 生平
- 1922年2月15日出生于土库曼苏维埃社会主义共和国查德州Oktyabrskoe村的一个土库曼农民家庭。
- 1939年-1941年，查德州Chardjous师范学院学习。毕业后在当地学校担任教师。
- 1941年12月-1943年，苏联红军服役，担任中亚军区第88步枪旅第1步炮连队冲锋队长。1942年11月-1943年2月，第87独立旅第64步枪营冲锋队司令。在西北战线参加战斗，高级中士军衔。1943年2月因伤退役。
- 1943年-1944年，查德州Yakhty Yol集体农场学校校长。1944年加入联共（布）。
- 1944年-1947年，土共（布）查德州委宣传鼓动部部长，讲师。
- 1947年-1948年，土共（布）查德州萨卡区委书记。
- 1948年-1951年，共青团查德州团委第一书记。
- 1951年-1955年，土库曼共青团中央委员会宣传鼓动部团委书记。期间，1954年毕业于查德州国立教育学院。
- 1955年-1959年1月，土共查德州委宣传鼓动部部长，查德州委书记。
- 1959年1月-1962年1月，土共查德州委第一书记。
- 1962年1月-1963年3月，土共中央委员会书记。
- 1963年3月-1969年12月，土库曼苏维埃社会主义共和国部长会议主席，外交部长。
- 1969年12月-1985年12月，土共中央第一书记。
- 1985年12月起退休，享受联邦退休金待遇。
- 1999年7月13日于阿什哈巴德市Berzengi村逝世，享年77岁。葬于阿什哈巴德公墓。

加普罗夫是苏共22-26大代表，第23-24届中央候补委员，第25-27届中央委员；第6届苏联最高苏维埃民族院代表，第7-11届苏联最高苏维埃联盟院代表，第7届土库曼苏维埃社会主义共和国最高苏维埃代表。

## 荣誉
- 五次列宁勋章（1964,1971,1972,1973,1982）
- 一级卫国战争勋章（1985）
- 三次劳动红旗勋章（1950,1957,1976）
- 荣誉勋章（1948）
- 勇敢奖章（1945）
- 纪念列宁诞辰一百周年奖章
- 1941-1945年伟大卫国战争战胜德国奖章
- 1941-1945年伟大卫国战争胜利二十周年奖章
- 1941-1945年伟大卫国战争胜利三十周年奖章
- 1941-1945年伟大卫国战争胜利四十周年奖章
- 1941-1945年伟大卫国战争胜利五十周年奖章
- 退休劳动者奖章
- 苏联武装力量五十周年奖章
- 苏联武装力量六十周年奖章
- 苏联武装力量七十周年奖章